# 休厄尔·赖特
休厄尔·格林·赖特（英語：Sewall Green Wright，1889年12月21日—1988年3月3日），美国遗传学家，在遗传理论的发展中做出了重要的贡献，与罗纳德·费希尔和约翰·伯顿·桑德森·霍尔丹并列为群体遗传学的奠基者。